# Heraclia abacata
Heraclia abacata is een vlinder uit de familie uilen (Noctuidae). De wetenschappelijke naam van deze soort is voor het eerst geldig gepubliceerd in 1892 door Karsch.
De soort komt voor in tropisch Afrika.